# 木綿家住宅
木綿家住宅（きわたけじゅうたく）は、和歌山県和歌山市に所在する歴史的建築物。主屋などが国の登録有形文化財に登録されている。

## 文化財
2013年 (平成25年) 6月21日、以下が国の登録有形文化財となる。
主屋
1940年 (昭和15年) 建築。木造平屋建、切妻造、一部スパニッシュを含む瓦葺き、建築面積164平方メートル。二連アーチ窓を設け、西半は庭に面して和室を並べ縁を廻らせる。和洋両室とも意匠に優れる、戦前の洋間付住宅。
門及び塀
1940年頃建築。門は木造、瓦葺、間口3.8メートル。塀は造、銅板葺、総延長21m。主屋玄関正面に構える門と、左右に折曲がりにのびる塀。門は一間薬医門、切妻造桟瓦葺で、左右に落棟の脇門を開く。塀の腰は花崗岩張、壁はモルタル掻落し仕上げで、桟瓦葺とする。門の両側で円弧状に曲げて穏やかな印象を持たせる。
離れ
1940年建築。木造平屋一部2階建、瓦葺、建築面積84平方メートル。主屋後方に中庭を介して建ち、木造平屋一部二階建で、屋根は桟瓦の錣葺とする。東側に和室二室、西端に六畳茶室を配する。茶室では、皮付丸太や面皮柱、竹棹縁を用いるなど数寄屋風を基調とし、また二階の軒は垂木を扇に配る。
土蔵
1939年築。土蔵造、瓦葺、建築面積33平方メートル。桁行7.3メートル、梁間4.6メートル。

## 交通アクセス
- JR西日本和歌山駅よりバス、堀止下車。